# Chikkamadure, Kunigal
Chikkamadure là một làng thuộc tehsil Kunigal, huyện Tumkur, bang Karnataka, Ấn Độ.